# Estadi Martínez Valero
L'Estadi Martínez Valero és un estadi situat en la ciutat valenciana d'Elx. És el camp on l'Elx Club de Futbol juga els seus partits. Va ser inaugurat el 8 de setembre de 1976, substituint l'antic Camp d'Altabix (inaugurat el 1923). Amb una capacitat per a 39.000 espectadors, és el segon estadi amb més aforament del País Valencià.
Anteriorment, l'Elx CF disposà d'altres estadis, com el Camp del Clot, el Camp del Cementeri i l'Stadium d'Elx (Camp de Don Jeremies).

## Dades
L'estadi compta amb una capacitat de 39.000 localitats. Té una altura de 18 metres i un pes de 100 milions de quilos. El terreny de joc té unes dimensions de 108 metres de llarg per 70 d'ample, i el pàrquing pot albergar fins a 2.184 vehicles.
L'estadi està catalogat per la UEFA com estadi 4 estreles.

## Història
L'estadi Martínez Valero va ser inaugurat el 8 de setembre de 1976, substituint a l'antic camp d'Altabix, en el qual es jugava des de la seua inauguració el 1923. Obra de l'arquitecte Juan Boix Matarredona, és en l'actualitat el major recinte esportiu de la província d'Alacant, i el segon del País Valencià, després de l'estadi de Mestalla. El partit inaugural va ser Elx CF-Selecció de Mèxic, on es va empatar a tres.
Va ser un dels estadis que acolliren partits de la Copa del Món de Futbol 1982. També s'hi jugà la final de la Copa del Rei de la temporada 2002/03, i va ser candidat a albergar la final de la Copa de la UEFA de 2009. La Selecció valenciana hi disputà un partit amistós contra Perú el 28 de desembre de 2006 i cada mes d'agost és seu del Torneig Festa d'Elx.

## Instal·lacions esportives
- 1 camp annex amb mesures reglamentàries
- 1 camp annex d'entrenament
- 4 vestidors
- 1 gimnàs
- 1 banyera d'hidromassatge
- Dutxes de pressió-hidromassatge
- Sala de vídeo
- Infermeria
- Sala de massatges

### Altres instal·lacions
- Aparcament amb 1.800 places
- 8 Cantines
- Unitat de Control operatiu
- Sala de Premsa
- Sala de Juntes
- 8 cabines de televisió
- 26 cabines de premsa i ràdio

L'estadi compta a més en els seus baixos amb una sèrie de comerços diversos com pubs, discoteques, restaurants, una agència d'assegurances i la tenda oficial de l'Elx CF.

## Accessos

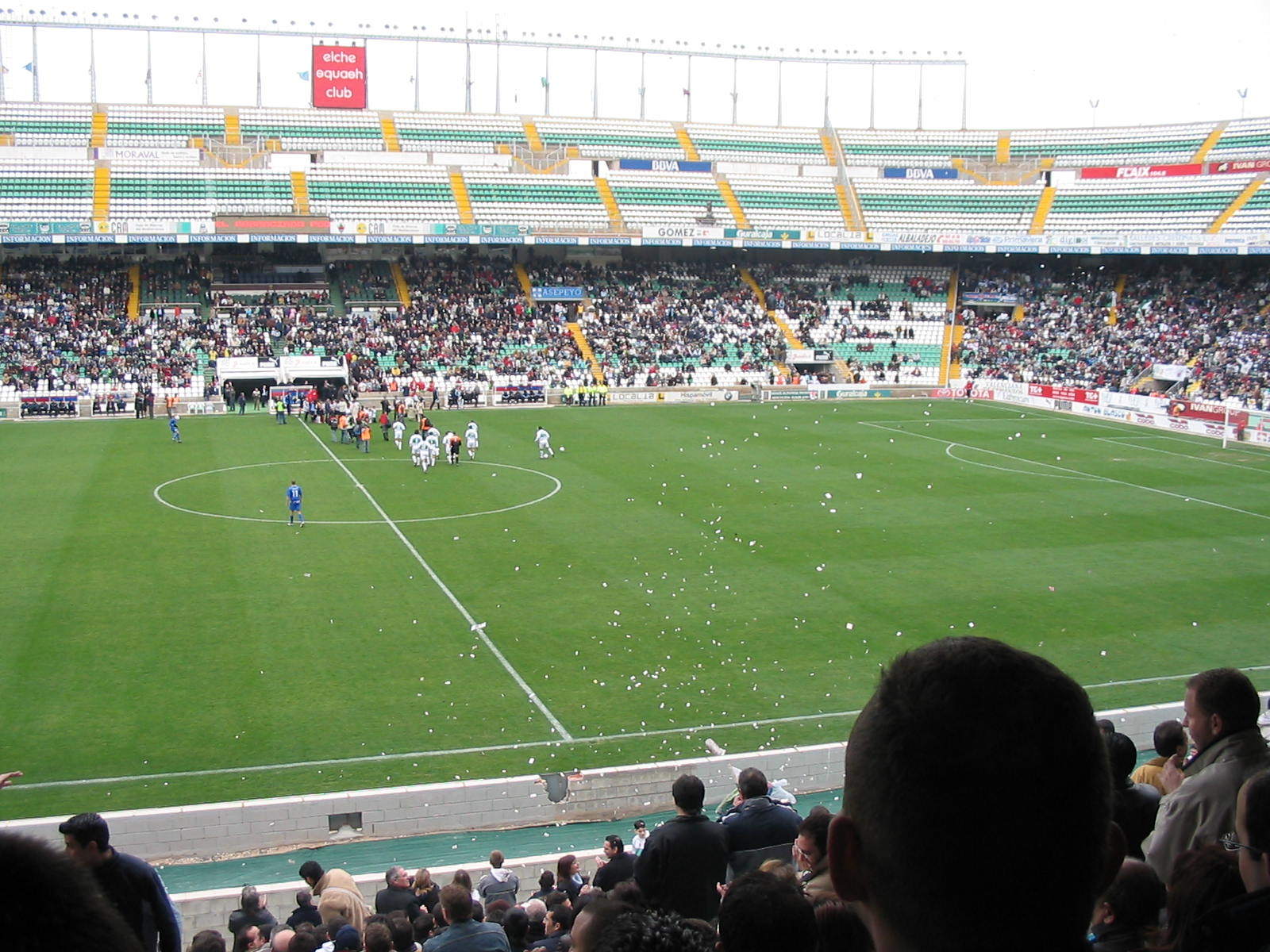
Vista parcial de l'estadi durant un encontre entre l'Elx CF i el CD Xerez

### Per carretera
Té fàcil accés tant des de la ciutat pel camí Vell d'Alacant i la Carretera de l'Altet com des de fora de la ciutat per l'eixida 3 de l'EL-20 i la N-340 mitjançant un encreuament a l'altura del km 722.

### Per transport públic

#### En autobús
Línies: E, F, H,1A,1B,2

#### En tramvia
En un futur està prevista una parada de la línia 1 del Tramvia d'Elx en la zona de l'Squash (a uns 200 m de l'Estadi).